# Tapire
Die Tapire (Tapirus) sind die einzige rezente Gattung der im Deutschen gleichnamigen Säugetierfamilie (Tapiridae) aus der Ordnung der Unpaarhufer (Perissodactyla). Die Gattung war einst sehr vielfältig und umfasst heute noch vier lebende Arten. Es handelt sich um Tiere mit einem kräftigen Körperbau und einem charakteristischen kurzen Rüssel, die hauptsächlich in geschlossenen tropischen Wäldern leben und sich von zumeist weicher Pflanzenkost ernähren. Sie stellen eine recht alte Gattung dar und sind schon für das Mittlere Miozän vor 14 Millionen Jahren nachgewiesen. Heute sind die Tapire mit dem Flachland- und dem Berg- in Südamerika, mit dem Mittelamerikanischen Tapir in Mittelamerika und dem Schabrackentapir in Südostasien verbreitet.

## Körperbau

### Erscheinungsbild

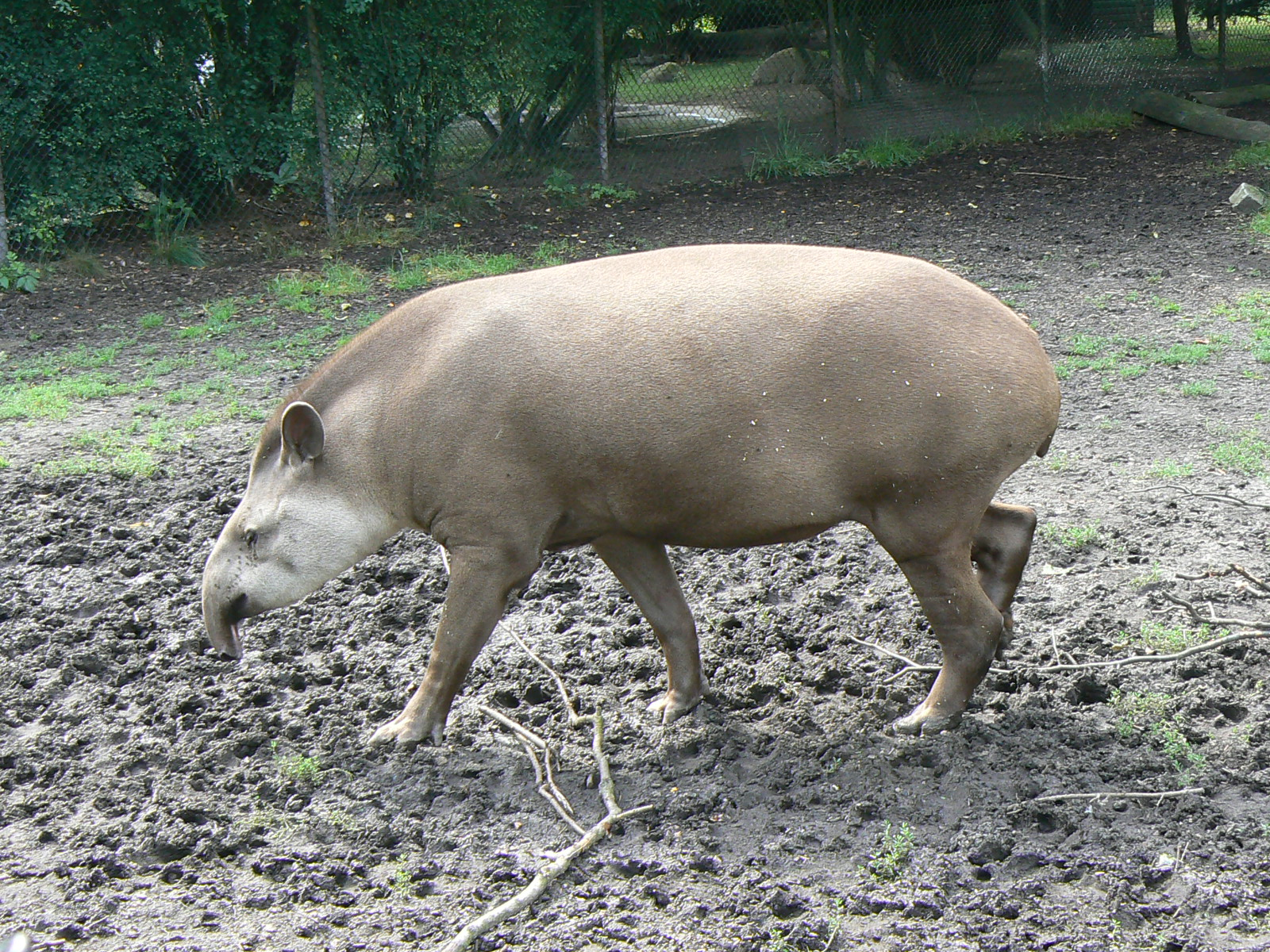
Flachlandtapir

Tapire sind entfernt schweineähnliche Tiere, ihre nächsten Verwandten sind allerdings Pferde und Nashörner. Die Tiere erreichen eine Kopf-Rumpf-Länge von über 100 bis 250 cm, der Schwanz ist ein kurzer Stummel von 5 bis 13 cm Länge, die Schulterhöhe beträgt 73 bis 120 cm. Ausgewachsene Tiere erreichen ein Gewicht von 110 bis 320 kg – der größte rezente Vertreter ist der Schabrackentapir (Tapirus indicus). Fossil trat mit Tapirus augustus, auch Megatapirus genannt, eine noch wesentlich größere Art auf, die den Schabrackentapir in allen Messmerkmalen um 25 % übertraf. Sehr kleine ausgestorbene Arten wie Tapirus polkensis erreichten gleichfalls ein Gewicht von nur 110 bis 140 kg.
Der plumpe, schwerfällig wirkende Körper dieser Tiere ist an der Vorderseite zugespitzt und an der Hinterseite abgerundet, wodurch das Vorwärtskommen in dichten Wäldern erleichtert wird. Das Fell ist bei den amerikanischen Arten bräunlich-grau gefärbt, der südostasiatische Schabrackentapir ist hingegen durch eine auffällige, schwarz-weiße Färbung gekennzeichnet. Der Kopf wirkt im Vergleich zum Körper relativ klein. Die Augen sind klein, die Ohren oval und aufgerichtet sowie sehr beweglich. Bei einigen Arten sind die Spitzen weiß gefärbt. Charakteristisch ist der aus der Oberlippe und Nase gebildete Rüssel. Die Beine sind vergleichsweise kurz und schlank, wie bei allen Unpaarhufern verläuft die Hauptachse durch die dritte Zehe, die auch die größte ist. An den Vorderbeinen sind jeweils vier Zehen ausgebildet, wobei die drei nach vorn zeigenden am stärksten entwickelt sind, der jeweils äußere in seiner Länge dagegen reduziert ist, die Hinterfüße tragen drei Zehen.

### Schädel- und Gebissmerkmale

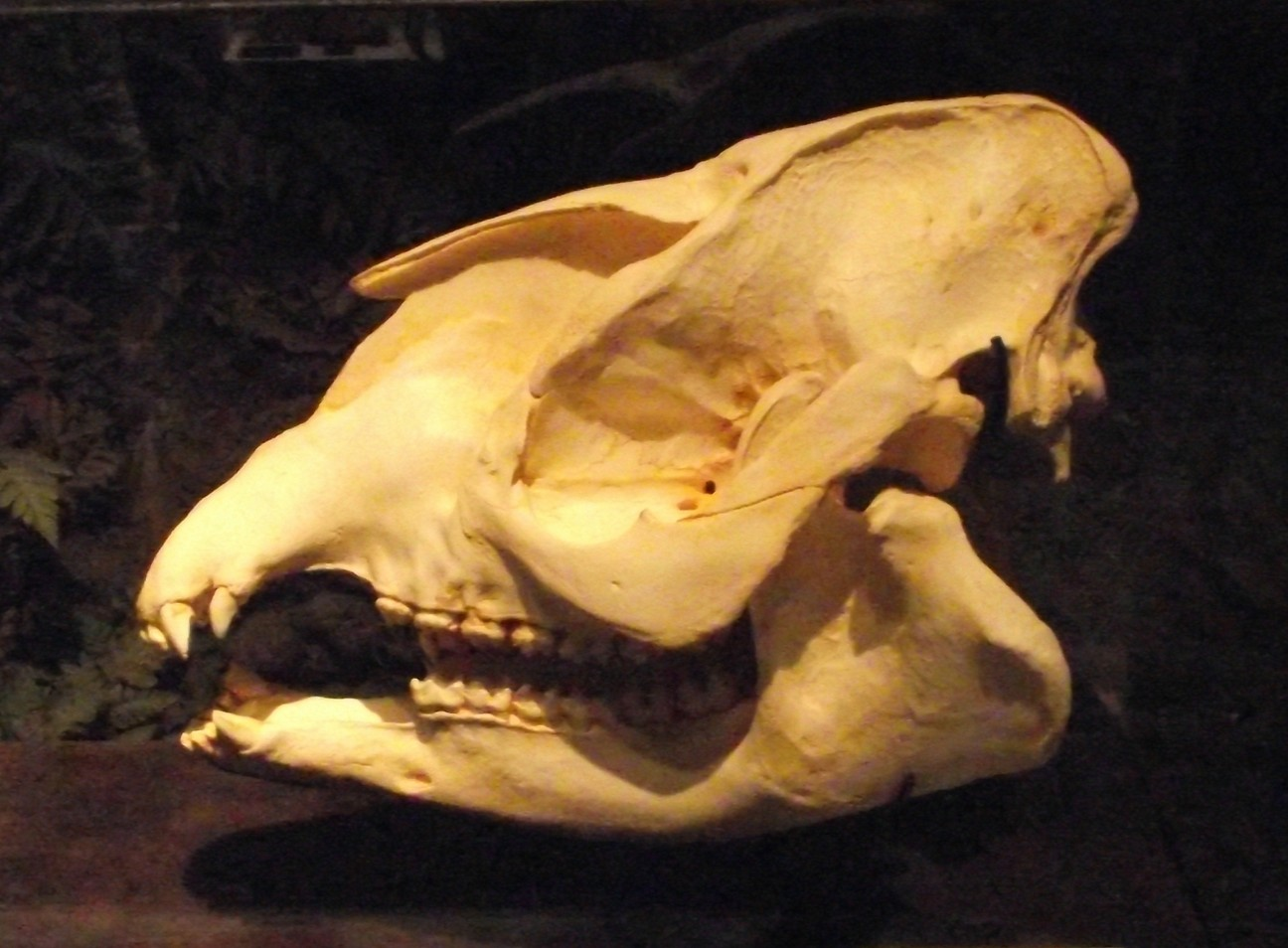
Schädel eines Mittelamerikanischen Tapirs

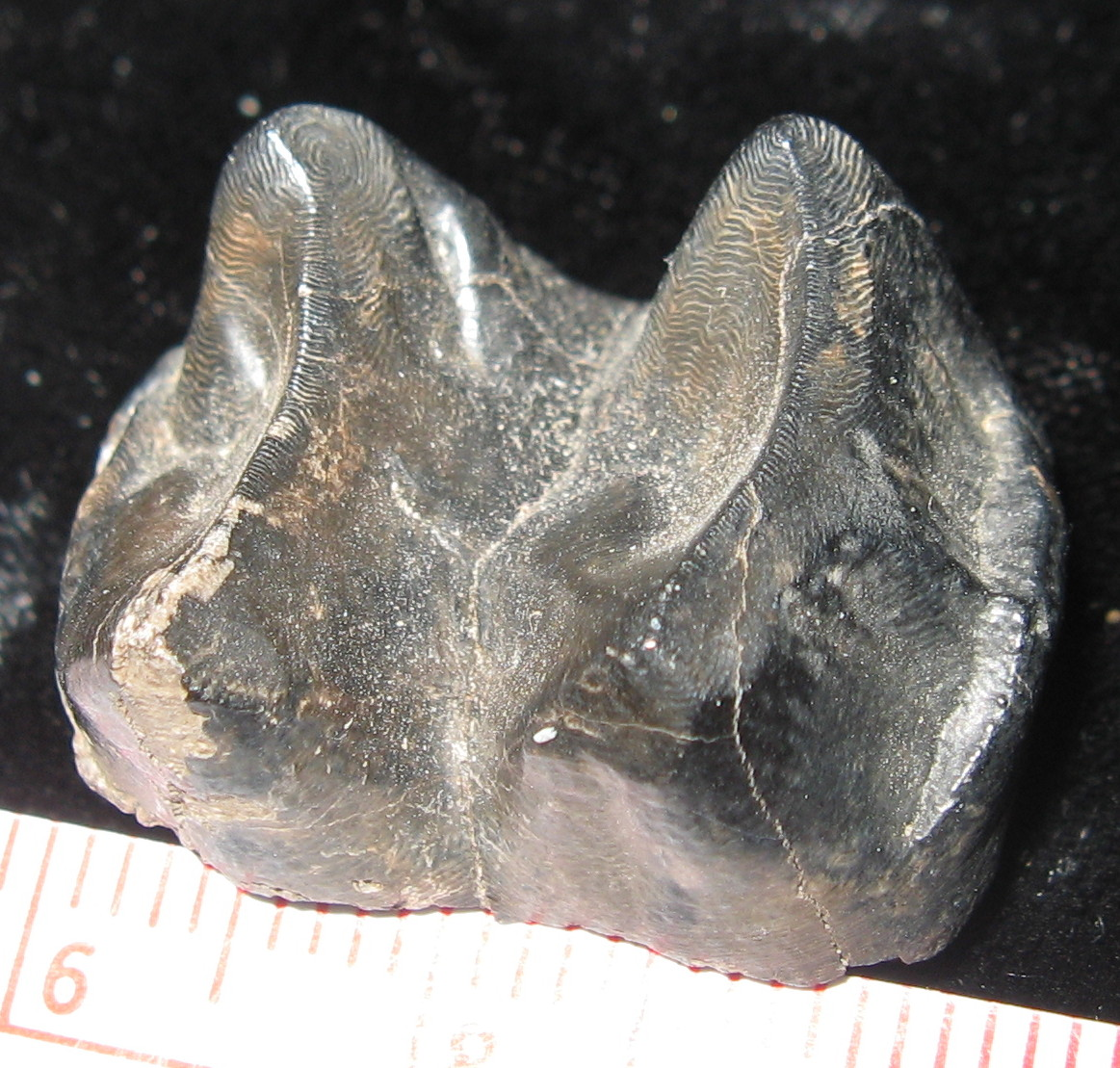
Typischer Backenzahn eines Tapirs mit zwei quergestellten Schmelzleisten

Der Schädel der Tapire ist meist langgestreckt und flach. Charakteristisch bei den südamerikanischen Arten ist der Scheitelkamm auf der Mitte des Schädeldaches, der von den inneren Enden der Scheitelbeine gebildet wird. Der Mittelamerikanische Tapir (Tapirus bairdii) und der Schabrackentapir haben keine ausgebildeten Scheitelkämme. Bei ihnen finden sich etwa in der Höhe der Gehirnkammer seitlich auf den Scheitelbeinen je eine knöcherne Erhebung (parasagittaler Rücken), zwischen denen eine schmale flache Ebene ausgebildet ist. Das Hinterhauptsbein ist eher kurz und rechtwinklig gestaltet. Das Nasenbein besitzt nur eine schwache Ausprägung und ist recht kurz. Typisch für Tapire liegt es weit hinter und über dem Mittelkieferknochen und ist mit diesem nicht verbunden, so dass ein sehr großer Naseninnenraum entsteht. Der gesamte vordere Gesichtsbereich ist stark reduziert. Dies war notwendig, um Platz für die aufwendige Muskulatur des Rüssels zu schaffen.
Das Gebiss der Tapire ist kaum reduziert und ähnelt dem der frühen Säugetiere. Erwachsene Tiere weisen folgende Zahnformel auf: {\displaystyle {\frac {3.1.4.3}{3.1.3(4).3}}}, insgesamt sind also 42 bis 44 Zähne vorhanden. Die Schneidezähne sind klein und kegelförmig, bis auf den oberen dritten (I3), der deutlich vergrößert ist. Die Eckzähne sind ebenfalls kegelförmig, der untere ist sehr groß, der obere dagegen deutlich verkleinert. Somit bilden der untere Eckzahn und der obere äußere Schneidezahn ein effektives Beißwerkzeug. Die vordere Bezahnung ist durch ein Diastema von den Backenzähnen getrennt. Die Prämolaren ähneln in der Form den Molaren, sind also deutlich molarisiert. Wie bei allen Unpaarhufern sind die Backenzähne durch zwei quergestellte Zahnschmelzleisten auf der Kauoberfläche charakterisiert (bilophodont). Weiterhin sind die Zähne niederkronig und weisen relativ wenig Zahnzement auf, sie sind somit für weiche Pflanzennahrung ausgestattet. In diesen Merkmalen weichen auch die fossilen Tapirarten nicht voneinander ab, allerdings sind die Prämolaren teils unterschiedlich stark molarisiert.

### Rüssel

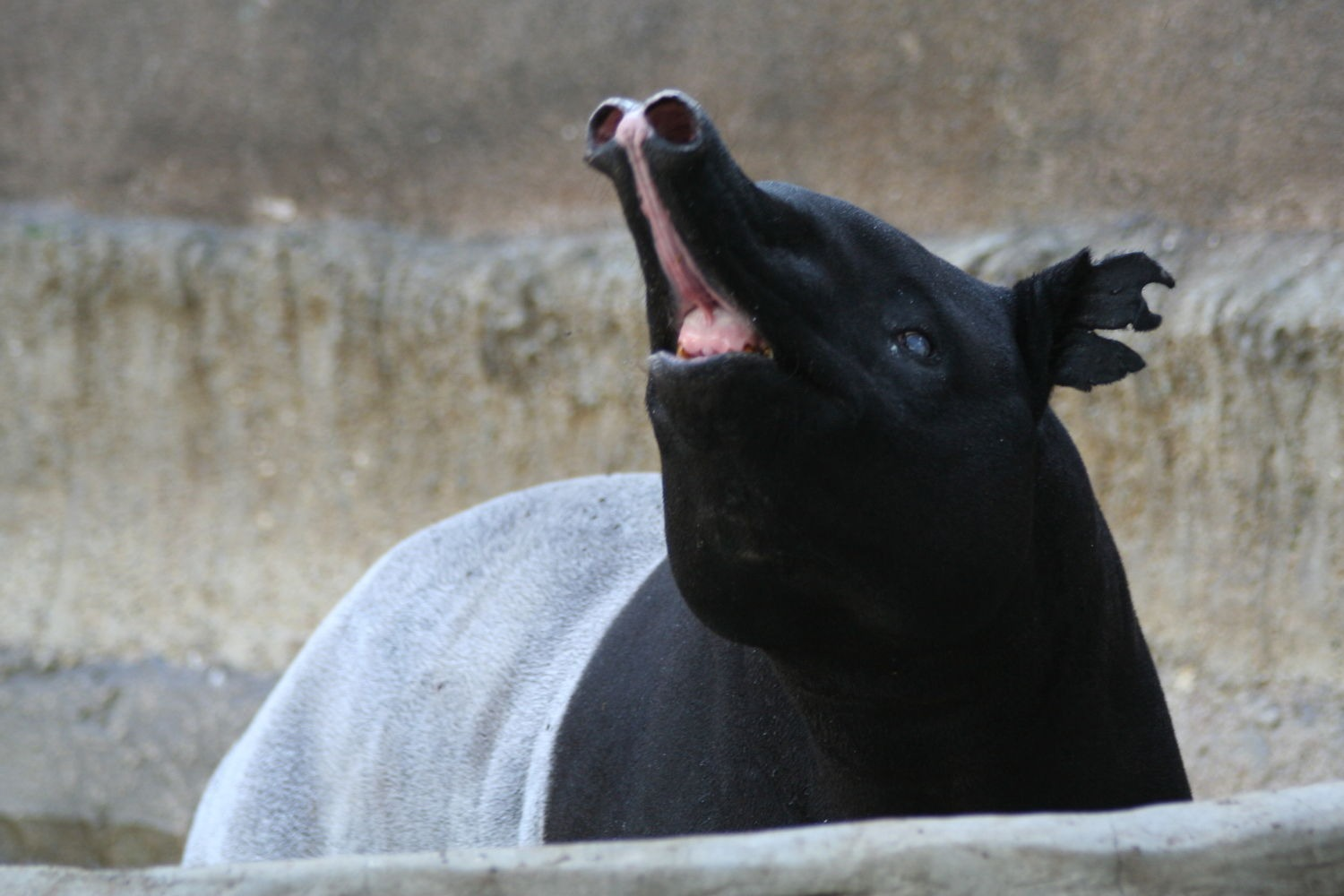
Flehmender Schabrackentapir mit deutlich sichtbarem Rüssel

Nase und Oberlippe sind zu einem kleinen Greifrüssel verwachsen, mit dem die Tiere ihre Blätternahrung aufspüren und -nehmen. Den längsten Rüssel hat der Schabrackentapir, den kürzesten der Flachlandtapir (Tapirus terrestris). Da auch die fossilen Tapire einen ähnlichen Schädelaufbau besitzen, ist diese Rüsselbildung als typisch für die Gattung anzusehen. Wie bei den Elefanten ist der Rüssel ein komplett aus Muskeln bestehender Schlauch mit zwei durchgehenden Nasenlöchern, allerdings deutlich kürzer als bei den Rüsseltieren. Er besitzt keinerlei knöchernen Unterbau, der Ansatz am Gesichtsschädel ist durch Reduktionen der Gesichtsknochen evolutiv neu strukturiert worden und weicht von anderen Unpaarhufern deutlich ab. Die hohe Beweglichkeit des Rüssels wird durch drei Hauptmuskelgruppen garantiert, die längs- und quergerichtet bzw. schraubenartig verlaufen. Vor allem erfuhren mehrere große Gesichtsmuskeln, so der Musculus levator labii superioris und der Musculus levator nasolabialis, deutliche Veränderungen, um die hohe Beweglichkeit des Rüssels zu ermöglichen. Anders als bei den Elefanten kam es aber nicht zu einem weiteren Umbau des Schädels oder des Gebisses. Der kurze Rüssel der Tapire lässt auch nicht die vielseitige Verwendbarkeit des Elefantenrüssels zu, ebenso wie die Größe der benutzbaren Objekte bei den Tapiren dadurch begrenzt ist. Da aber Tapire, wie auch die Elefanten, den Rüssel zum Nahrungserwerb einsetzen und damit Pflanzen in das Maul schieben sowie ihn zudem zum Riechen, Schnorcheln und ähnlichem verwenden, kann er abweichend von den rüsselartigen Bildungen bei anderen Säugetieren wie Schweinen, Rüsselspringern oder Dikdiks als funktional echter Rüssel (Proboscis) angesehen werden.

### Innere Organe
Wie alle Unpaarhufer sind Tapire Enddarmfermentierer, da der größte Teil der Verdauung, unter Beteiligung zahlreicher Mikroorganismen, im hinteren Darmbereich stattfindet. Der Magen ist einhöhlig gebaut und relativ klein, der gesamte Darmtrakt erreicht bis zu 11 m Länge, aber mit einem für Unpaarhufer relativ kleinen Blinddarm. Die Nieren enthalten rund drei Millionen Nierenkörperchen und wiegen bis zu 390 g, was bei zwei Nieren nur maximal 0,5 % der Körpermasse ausmacht.

## Verbreitungsgebiet und Lebensraum
Tapire haben heute ein zweigeteiltes Verbreitungsgebiet: Drei Arten leben in Mittel- und Südamerika, wo sie vom südlichen Mexiko bis in das südliche Brasilien und das nördliche Argentinien verbreitet sind. Die vierte Art, der Schabrackentapir, lebt in Südostasien, von Myanmar bis zur Malaiischen Halbinsel und auf Sumatra. Diese Zweiteilung des Verbreitungsgebietes ist ein Relikt der ursprünglich wesentlich weiteren Verbreitung. Im Miozän und Pliozän kamen Tapire im gesamten eurasischen Raum mit Ausnahme des Indischen Subkontinents und zusätzlich noch in weiten Teilen Nordamerikas vor, Südamerika wurde erst im mittleren Pliozän mit der Schließung des Isthmus von Panama und im Zuge des daraufhin einsetzenden Großen Amerikanischen Faunenaustausches erreicht. Infolge von Klimaänderungen zu kühleren Temperaturen und stärkerer Saisonalisierung des Jahres – verbunden mit der Ausbreitung offener Landschaften im Mio- und Pliozän bis hin zum Pleistozän – verschwanden die Tapire wieder aus Europa, Nordasien und Nordamerika.
Der Lebensraum der Tapire sind Wälder, in erster Linie tropische Regenwälder, aber auch Bergnebelwälder. Sie sind auf die Nähe von Wasser angewiesen und kommen von Meeresniveau bis in Höhen von 4500 m vor. Da Tapire eine konservative Gattung mit nur geringen körperlichen Änderungen über die Zeit darstellen, wird dies auch für die fossilen Arten angenommen.

## Lebensweise

### Territorialverhalten

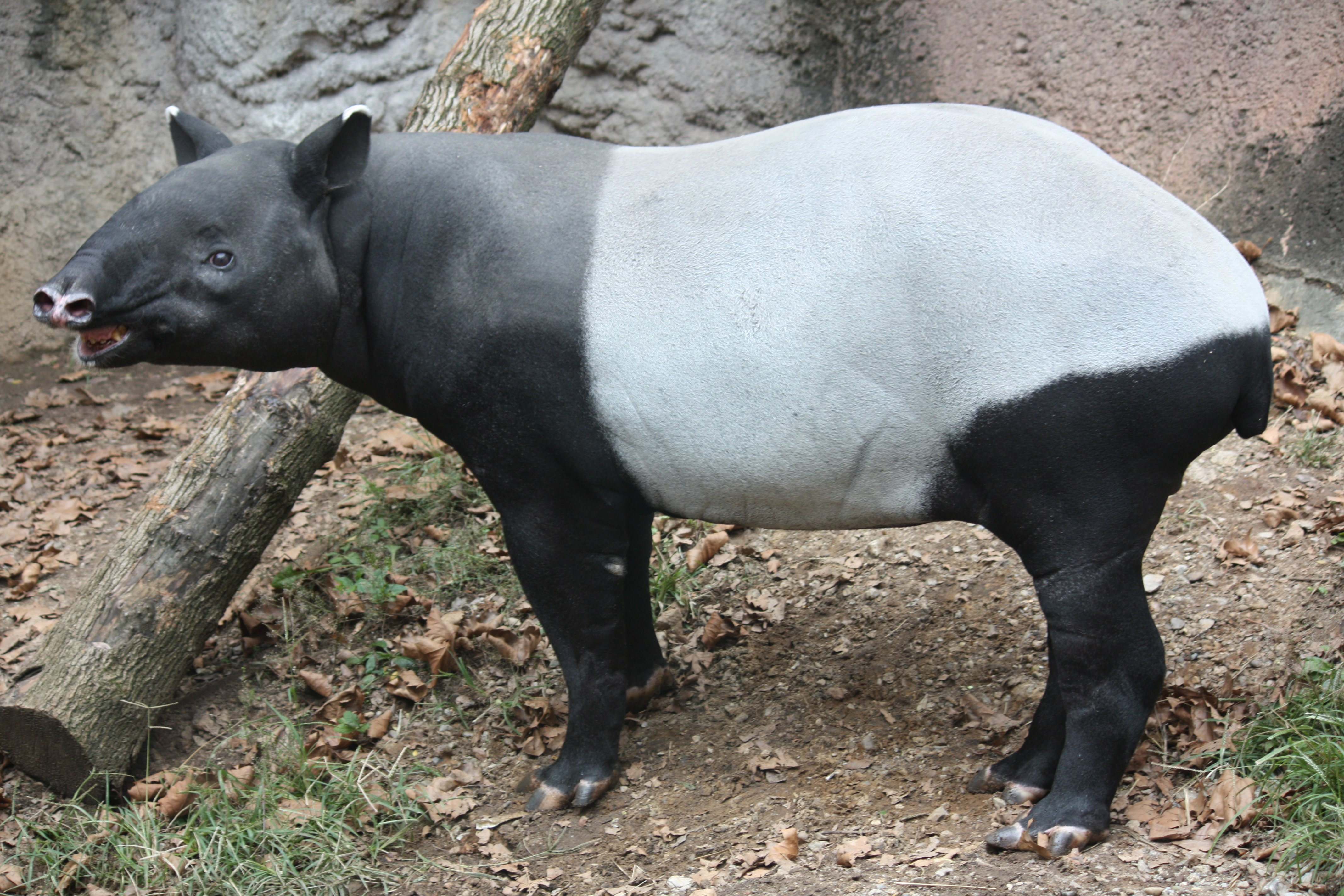
Der Schabrackentapir lebt als einzige Art in Südostasien

Tapire sind territoriale Einzelgänger; begegnen Artgenossen einander, verhalten sie sich häufig sehr aggressiv. Nur während der Paarungszeit kommen Männchen und Weibchen für kurze Zeit zusammen. Die Territorien sind zwischen 1 und 8 km² groß, wobei weibliche Tiere manchmal größere Reviere halten, und bestehen üblicherweise aus mehreren Schlaf-, Fress- und Suhlstellen. Die Grenzen und viel begangenen Wege werden mit Kot und Urin markiert. Die Tiere sind nachtaktiv, tagsüber ziehen sie sich ins dichte Unterholz zurück. Nachts gehen sie auf Nahrungssuche. Dabei bewegen sie sich, den Rüssel am Boden haltend, vorwärts. Häufig halten sie sich in der Nähe von Gewässern auf. Sie können gut schwimmen und tauchen, auch Schlammbäder sind häufig zu beobachten. Generell sind Tapire sehr scheu und vorsichtig, im Bedrohungsfall fliehen sie ins Wasser oder ergreifen die Flucht; wenn notwendig, verteidigen sie sich mit Bissen. Gehör und Geruchssinn sind gut entwickelt.

### Ernährungsweise
Tapire sind Pflanzenfresser, die vorwiegend weiche Nahrung zu sich nehmen. Neben Blättern verzehren sie auch Wasserpflanzen, Knospen, Zweige und Früchte. Mit ihren langen, muskulösen und beweglichen Zungen gelangen sie auch an Blätter von dornenbewehrten Pflanzen. Dabei sind mehrere hundert Pflanzenarten bekannt, die als Nahrungsgrundlage der einzelnen Tapirarten dienen. Durch ihre Ausscheidungen verbreiten die Tiere auch die Samen von Pflanzen auf ihren Wanderungen und stellen somit einen wichtigen ökologischen Faktor in den Tropenwäldern dar. Zur Neutralisierung der teilweise über die Pflanzennahrung aufgenommenen Gifte und zur Aufrechterhaltung des Stoffkreislaufes nutzen einige Tapirarten regelmäßig Mineral- und Salzlecken. Bekannt ist auch die hohe Abhängigkeit von Wasser bei den Tapiren, die ihr Trinkverhalten den örtlichen Gegebenheiten anpassen und so in trockenen Regionen deutlich mehr Wasser zu sich nehmen.

### Fortpflanzung

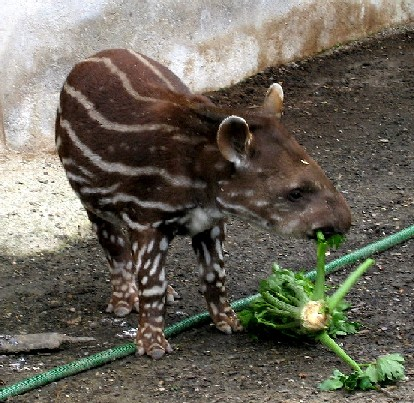
Junger Flachlandtapir mit typischer Fellzeichnung

Die Tragzeit dauert 13 bis 14 Monate (rund 390 bis 410 Tage). Es kommt in der Regel ein einziges Jungtier zur Welt, selten sind es zwei. Neugeborene sehen bei allen Tapirarten gleich aus: Sie sind dunkelbraun und tragen hellbraune bis weiße Längsstreifen, die zu Flecken und Strichen aufgelöst sein können. Das Junge verbringt seine erste Lebenswoche in einem geschützten Lager, danach beginnt es, seiner Mutter zu folgen, die es vor eventuellen Gefahren schützt und im Bedarfsfall verteidigt.
Nach einigen Wochen beginnt das Fellmuster der Jungtiere allmählich zu verschwinden, was etwa mit einem halben Jahr abgeschlossen ist. Ab dem ersten Lebensjahr sieht der junge Tapir in der Färbung aus wie ein adultes Tier. Ungefähr zur gleichen Zeit wird er entwöhnt und von seiner Mutter vertrieben. Die Geschlechtsreife tritt mit rund drei bis vier Jahren ein. In freier Wildbahn werden Tapire etwa 30 Jahre alt; das höchste bekannte Lebensalter eines in Gefangenschaft lebenden Tapirs betrug 35 Jahre.

### Feinde und Feindverhalten
Zu den natürlichen Feinden zählen große Katzen wie beispielsweise Puma, Jaguar und Tiger, aber auch Bären und Krokodile. Oft flüchten Tapire, können sich aber auch gut mit ihren großen Eckzähnen verteidigen. Die größte Bedrohung der Tapire stellt aber der Mensch dar. Übergriffe seitens des Tapirs auf den Menschen finden nur äußerst selten statt und erfolgen bei Bedrängung.

## Systematik

### Äußere Systematik
Die Tapire (Tapirus) bilden eine Gattung innerhalb der im Deutschen gleichnamigen Familie der Tapire (Tapiridae). Sie stellen zudem das einzige rezente Gattungsmitglied dar, wodurch die Familie monotypisch ist. Die nächsten lebenden Verwandten der Tapire sind die Nashörner (Rhinocerotidae). Dieser Gemeinschaft stehen die Pferde (Equidae) gegenüber. Alle drei Gruppen zusammen formen die Ordnung der Unpaarhufer (Perissodactyla). Laut molekulargenetischen Untersuchungen haben sich die Pferde bereits zu Beginn des Unteren Eozäns vor 56 Millionen Jahren von der gemeinsamen Linie abgespalten. Die Aufteilung der Linien der Tapire und Nashörner erfolgte im Mittleren Eozän vor rund 47 Millionen Jahren. Im übergeordneten Sinn wird die Gemeinschaft der Tapire und Nashörner in der Gruppe der Ceratomorpha zusammengefasst. Diese schließen dann auch alle ausgestorbenen näheren Verwandten mit ein, im Fall der Tapire mit der Überfamilie der Tapiroidea, in jenem der Nashörner mit den Rhinocerotoidea bezeichnet werden. Das Gegenstück der Ceratomorpha formen die Hippomorpha mit den Pferden und ihrem fossilen Verwandtschaftskreis.
Die heute artenarme Familie der Tapire trat in der stammesgeschichtlichen Vergangenheit sehr vielfältig auf, was auch auf ihr unmittelbares verwandtschaftliches Umfeld innerhalb der Tapiroidea zutrifft. Es werden innerhalb der Tapiroidea mehrere ausgestorbene Familien unterschieden, deren genaue Beziehungen zueinander nicht immer eindeutig sind. Sehr basal stehen die Hyrachyidae, die Deperetellidae und die Lophialetidae. Während erstere Gruppe sowohl aus Nordamerika als auch aus Eurasien überliefert ist, sind letztere beiden endemisch aus Asien bekannt. Alle traten jedoch im Eozän auf und weisen in ihrem Zahnbau starke Übereinstimmungen mit den Tapiren auf. Für einige Formen der Lophialetidae sind Schädelmodifikationen belegt, die eventuell auf die Ausbildung eines kurzen Rüssels hindeuten. Allerdings handelt es sich dann möglicherweise um eine unabhängige Entwicklung, da keine der drei Gruppen in einer direkten Vorfahrenlinie zu den heutigen Tapiren gestellt wird, zumal einige Autoren sie in einer näheren Beziehung zu den Rhinocerotoidea sehen. Deutlich näher verwandt sind die Helaletidae, eine ebenfalls eozäne Gemeinschaft aus Nordamerika und Asien. Sie gelten teilweise als die Ursprungsgruppe, aus denen sich die Tapire entwickelten. Neben einem vergleichbaren Körperbau und ähnlichen Zahnmerkmalen mit einer Neigung zur Angleichung der Struktur der Vormahlzähne an jene der Mahlzähne kam es bei ihnen in Übereinstimmung mit den Tapiren zu einer Reduktion der Gesichtsknochen, was Raum zur Ausbildung der komplexen Rüsselmuskulatur schuf. Problematisch hierbei ist, dass einige Formen der Helaletidae auch als direkte Angehörige der Tapire betrachtet werden, wodurch die Gruppe teils paraphyletisch wird.

### Innere Systematik

#### Familie Tapiridae
Neben der Kronengattung Tapirus mit den heutigen Arten schließt die Familie der Tapiridae noch verschiedene weitere Gattungen ein. Vor allem bei den Frühformen des ausgehenden Eozäns besteht ähnlich wie bei den zuvor genannten Helaletidae ein Überschneidungsproblem, da einzelne Gattungen sowohl diesen als auch der Familie der Tapire zugeordnet werden. Als ältestes unzweifelhaftes Mitglied der Tapiridae kann daher Protapirus aufgefasst werden, das erstmals im Oligozän erschien und beidseits des Atlantiks in Nordamerika und Eurasien präsent war. Die Ausbreitungsmechanismen der frühen Tapire sind hierbei noch wenig erforscht. In der Regel ähnelten die frühen Tapire bereits den heutigen Formen, was die Ausprägung des hinteren Gebisses und des Rüssels betrifft, doch bestehen unter anderem hinsichtlich der vorderen Bezahnung Unterschiede, etwa bezüglich des Fehlens eines vergrößerten und eckzahnartigen oberen dritten Schneidezahns. Derartig entwickelte Merkmale sind dann mit den moderneren Gattungen Tapirus, Tapiravus und Tapiriscus nachweisbar, die erstmals im Miozän auftraten.
Folgende Gattungen werden der Familie der Tapire zugerechnet:
- Familie Tapiridae Gray, 1821

- ?Hesperaletes Colbert, 2006
- Protapirus Filhol, 1877
- Paratapirus Depéret, 1902
- Miotapirus Schlaikjer, 1937
- Nexuotapirus Albright, 1998
- Palaeotapirus Filhol, 1888
- Tapiriscus Kretzoi, 1951
- Eotapirus Cerdeño & Ginsburg, 1988
- Tapiravus Marsh, 1877
- Plesiotapirus Fortelius, 1991
- Tapirus Brisson, 1762

#### GattungTapirus
Heute leben mit dem Flachlandtapir (Tapirus terrestris) und dem Bergtapir (Tapirus pinchaque) in Südamerika sowie mit dem Mittelamerikanischen Tapir (Tapirus bairdii) in Mittelamerika und dem Schabrackentapir (Tapirus indicus) in Südostasien vier Tapirarten auf der Erde. Der im Jahr 2013 beschriebene sogenannte „Kabomani-Tapir“ (Tapirus kabomani) aus dem Amazonasbecken ist molekulargenetischen Untersuchungen zufolge innerhalb des Flachlandtapirs eingebettet und somit nicht als eigenständige Art zu betrachten. Ebenfalls laut genetischen Analysen trennte sich zuerst der asiatische Schabrackentapir vor 25 Millionen Jahren von der Linie der Tapire ab, der Mittelamerikanische Tapir folgte darauf vor etwa 11 Millionen Jahren. Die Ausdifferenzierung in die beiden heutigen Tapirvertreter Südamerikas – den Flachland- und den Bergtapir – vollzog sich aber erst im Übergang vom Pliozän zum Pleistozän vor etwa 2 Millionen Jahren. Möglicherweise geschah dies auf dem südamerikanischen Kontinent, den die Stammform dieser zwei heutigen Tapirarten nach der Schließung des Isthmus von Panama und der Schaffung einer Landbrücke erreichte. Zusammen mit den fossilen Tapirvertretern Südamerikas bilden sie eine engere verwandtschaftliche Einheit und heben sich von den Tapirarten Nord- und Mittelamerikas ab. Das Verwandtschaftsverhältnis der eurasischen Tapire ist nur ungenügend geklärt. Eine genetische Studie unter Einbeziehung des „Kabomani-Tapirs“ kommt zu deutlich jüngeren Trennungsdaten, die im Mittleren bis Oberen Miozän (vor 12,7 bis 5,6 Millionen Jahren, Schabrackentapir), im Übergang vom Miozän zum Pliozän (vor 7,5 bis 3,1 Millionen Jahren, Mittelamerikanischer Tapir) und im Mittelpleistozän (vor 0,65 bis 0,26 Millionen Jahren, südamerikanische Tapire) liegen.
Neben den vier rezenten wurden zahlreiche fossile Tapirarten beschrieben, von denen heute folgende gültig sind:
- Amerikanische Tapirarten

- Tapirus australis Carlos, 1928
- Mittelamerikanischer Tapir (Tapirus bairdii (Gill, 1865))
- Tapirus californicus Merriam, 1913
- Tapirus cristatellus Winge, 1906
- Tapirus greslebini Rusconi, 1934
- Tapirus haysii Leidy, 1859
- Tapirus johnsoni Schultz, Martin & Corner, 1975
- Tapirus lundeliusi Hulbert, 2010
- Tapirus merriami Frick, 1921
- Tapirus mesopotamicus Ferrego & Noriega, 2007
- Tapirus oliverasi Ubilla, 1983
- Bergtapir (Tapirus pinchaque (Roulin, 1829))
- Tapirus polkensis Olsen, 1960
- Tapirus rioplatensis Cattoi, 1957
- Tapirus rondoniensis Holanda, Ferigolo & Ribeiro, 2011
- Tapirus simpsoni Schultz, Martin & Corner, 1975
- Tapirus tarijensis Ameghino, 1902
- Flachlandtapir (Tapirus terrestris (Linnaeus, 1758))
- Tapirus veroensis Sellards, 1918
- Tapirus webbi Hulbert, 2005

- Eurasische Tapirarten

- Tapirus antiquus Kaup, 1833
- Tapirus arvernensis (+ T. elegans, T. hungaricus, T. minor, T. vialetti) Croizet & Jobert, 1828
- Tapirus augustus Matthew & Granger, 1923
- Tapirus balkanicus Spassov & Ginsburg, 1999
- Tapirus hezhengensis  Deng, He & Chen , 2008
- Tapirus jeanpiveteaui Beouf, 1991
- Schabrackentapir (Tapirus indicus Desmarest, 1819)
- Tapirus peii Li, 1979
- Tapirus priscus Kaup, 1833
- Tapirus sanyuanensis Huang, 1991
- Tapirus sinensis Owen, 1870
- Tapirus telleri Hofmann, 1893
- Tapirus yunnanensis Shi, Guan, Pan & Tang, 1981

Weiterhin wurden alle heutigen Tapirarten einer eigenen Untergattung zugewiesen, zusätzlich existieren mit Helicotapirus, Megatapirus, Meyeriscum und Tapiralum noch mehrere fossile Untergattungen. Die Gliederung in die einzelnen Untergattungen ist aber nicht unumstritten, da sie nach Meinung einiger Experten die Taxonomie der Gattung komplizierter mache:
- Untergattungen der rezenten Formen

- Acrocodia (Schabrackentapir)
- Pinchacus (Bergtapir)
- Tapirella (Mittelamerikanischer Tapir)
- Tapirus (Flachlandtapir)

## Stammesgeschichte

### Ursprünge

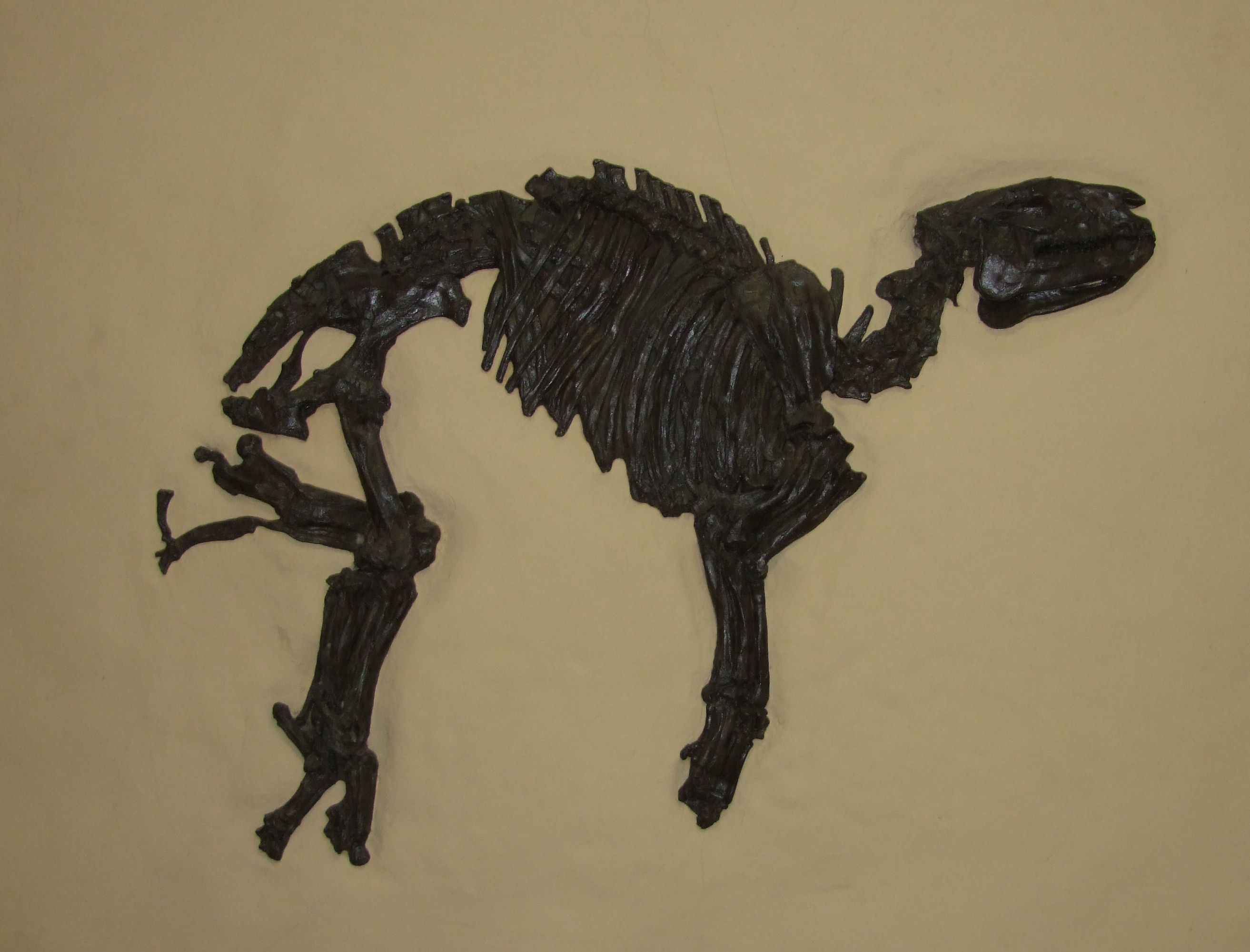
Fossiler Vertreter der Tapirartigen: Hyrachyus minimus aus dem Mittleren Eozän (Fund aus der Grube Messel)

Stammesgeschichtlich sind die Tapire im Vergleich zu anderen Säugern eine durchaus alte Familie. Ein früher Vorläufer tapirartiger Tiere könnte sich in der Gattung Hyrachyus aus der Gruppe der Hyrachyidae finden, welche im Unteren und Mittleren Eozän auftrat. Vor allem in der Grube Messel ist ein vollständiges Skelett aus der Zeit von vor rund 44 Millionen Jahren überliefert, Fossilreste wurden aber sowohl in Europa als auch in Nordamerika gefunden. Aufgrund der sehr ursprünglichen Gestaltung des Skelettbaus wird die Gattung von einigen Experten je nach Auffassung an die Basis einerseits der Überfamilie der Tapiroidea, andererseits der Überfamilie der Rhinocerotoidea gestellt. Dem gegenüber sind einige Gruppen wie die Deperetellidae mit Formen wie Deperetella, Teleolophus und Irenolophus beziehungsweise die Helaletidae, denen unter anderem Heptodon, Helaletes und Colodon zugewiesen werden, als basale Mitglieder der Tapiroidea zu werten. Zudem trat mit Thuliadanta eine Form im Mittleren Eozän auf, die mit einem kleinen oberen Eckzahn und einem langgestreckten Diastema bereits einige Merkmale der Tapire vorwegnahm. Im Jahr 2005 anhand von Schädel- und Gebissresten aus der Margaret-Formation im nördlichen Kanada erstmals beschrieben, handelt es sich hierbei um den bisher am weitersten nördlich aufgefundenen Angehörigen aus der Tapirverwandtschaft. Rund 10 Millionen Jahre jünger sind die Funde von Colodon, welche einige gut erhaltene Schädel aus den obereozänen und unteroligozänen Lagen der White River Badlands in South Dakota umfassen. Weitere Kieferfragmente liegen aus zeitlich äquivalenten Schichten aus Nebraska vor. Die Gattung spielt eine besondere Rolle in der Frage zum Übergang zu den Tapiren. Während der Schädel der Tiere bereits einzelne Modifikationen erfahren hatte, was unter anderem in einer starken Erweiterung des Naseninnenraums bis auf die Höhe der Orbita resultierte, zeigte das Gebiss noch Anklänge an die früheren tapiroiden Formen. Aufgrund der moderneren Schädelmerkmale sehen einige Autoren in Colodon bereits einen frühen Vertreter aus der Familie der Tapire, während andere mit Verweis auf die Zahnmerkmale eine Position innerhalb der Helaletidae favorisieren. Eine ähnliche Diskussion besteht bei Hesperaletes, das bei seiner Erstbeschreibung im Jahr 2006 als Basalform der Tapire eingestuft wurde. Der Gattung lassen sich mehrere Schädel und Gebissreste zuweisen, die weitgehend dem Mittleren bis Oberen Eozän angehören und in der Santiago-Formation sowie der Mission-Valley-Formation im südlichen Kalifornien aufgefunden wurden. In Übereinstimmungen mit Colodon reichte der Naseninnenraum weit zurück. Die Nasenbeine, besser erhalten als bei letztgenannter Gattung, lassen schlussfolgern, dass ein kleiner Rüssel oder zumindest eine stark bewegliche Oberlippe ausgeprägt war. Allerdings ist auch bei Hesperaletes das Gebiss noch recht ursprünglich gebaut.

### Oligozän

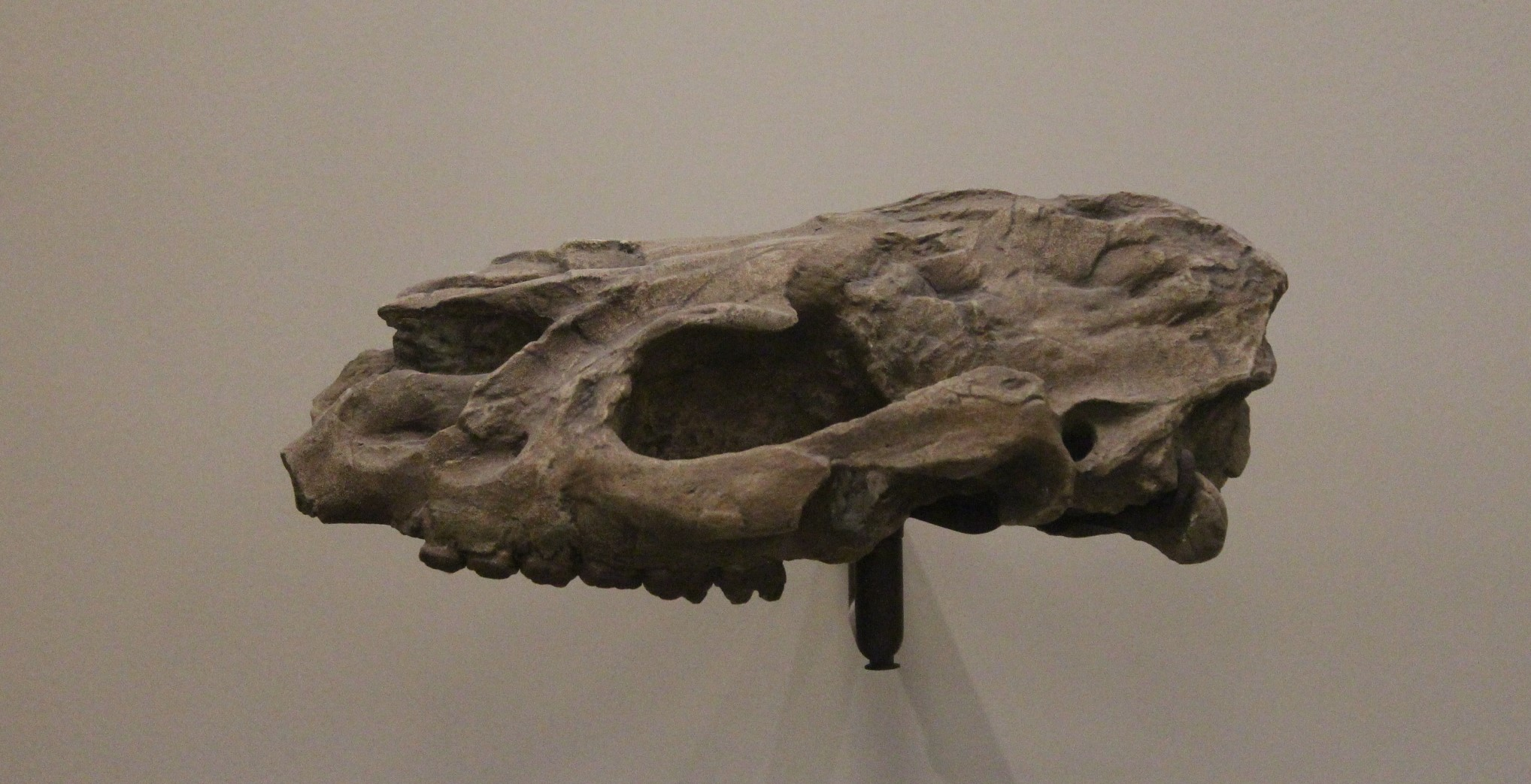
Schädel von Protapirus aus Nordamerika

Aufgrund der uneindeutigen Zuweisung älterer Formen kann Protapirus als der erste eindeutige Vertreter der Familie der Tapire eingestuft werden. Die Gattung ist sowohl aus Nordamerika als auch aus Eurasien belegt. In Nordamerika trat sie möglicherweise schon im Oberen Eozän auf. Mehrere Schädel und einzelne Teile des Körperskeletts wurden indes aus der Brule-Formation der White River Badlands in South Dakota berichtet, welche dem Unteren Oligozän angehört. Die Tiere teilten sich dort ihren waldreichen Lebensraum mit Colodon. Der Schädel erreicht nur die Hälfte der Länge jener der heutigen Vertreter. Wissenschaftlich benannt wurde der Tapirvertreter aber erstmals in Europa, wo das Typusmaterial in Form eines Unterkiefers aus den Phosphoritlagerstätten von Quercy im Südwesten von Frankreich stammt. Weitere Funde sind unter anderem wiederum mit einem Unterkiefer aus Gaimersheim bei Ingolstadt in Bayern und mit einzelnen Oberkieferresten aus Aragonien im nordöstlichen Spanien oder aus der Region Auvergne-Rhône-Alpes im zentralen Frankreich dokumentiert. Die Gattung war recht formenreich und trat mit mehreren Arten auf. Generelle Kennzeichen finden sich aber in den nur wenig gekürzten Nasenbeine bei weit nach hinten reichendem Naseninnenraum sowie in den nur teilweise molarisierten hinteren Prämolaren. Zudem waren die Gliedmaßen wesentlich schlanker als bei den heutigen Tapiren. Vor allem in Europa steht das Erscheinen von Protapirus im Zusammenhang mit dem Grande-Coupure-Ereignis, einer durch Klimaverschlechterung bewirkten Aussterbephase, welche einen großen Faunentausch hervorrief.
Im weiteren Verlauf des Oligozäns sind zusätzliche Gattungen nachweisbar. In Eurasien betrifft dies unter anderem  Paratapirus und Eotapirus. Beide Vertreter können bisher weitgehend nur Gebissreste vorweisen, jeweils ein Teilschädel wurden allerdings in Haslen und in Wischberg, beide Schweiz, aufgefunden. Während einzelne urtümliche Merkmale wie ein wohl nur kurzer Rüssel und ein kleiner dritter Schneidezahn noch präsent blieben, setzte allmählich die Molarisierung der vorderen Vormahlzähne ein. Vermutlich war dies eine Reaktion auf kühlere Klimaphasen während dieser Zeit, wodurch die Tiere eher offene Waldlandschaften bewohnten. In Nordamerika durchliefen die Tapire eine ähnliche Entwicklung. Da bisher keine interkontinentalen Wanderungsbewegungen nachweisbar sind, scheint dies eine eigenständige parallele Entwicklung gewesen zu sein. Die spätoligozänen Tapire Nordamerikas werden daher der Gattung Miotapirus zugewiesen. Deren Belegexemplar in Form eines Gesichtsschädels kam in der Region von Goshen hole in Wyoming zu Tage. Mit Nexuotapirus erschien dann eine Form, die in ihrer Zahnstruktur eine Mischung aus altertümlichen und modernen Merkmalen aufwies. Ersteres bezeugen die gegenüber Miotapirus einfacheren Prämolaren, von letzteres die komplexer strukturierten Molaren. Eine direkte Ableitung von Nexuotapirus von den frühen Tapiren Nordamerikas ist bisher uneindeutig, allerdings lässt sich auch keine direkte Herkunft aus Asien belegen. Die Gattung war recht weit im südlichen und mittleren Nordamerika verbreitet. Sehr umfangreiches Material bestehend aus Schädel- und Gebissfragmenten sowie Fußknochen liegt aus der Fleming-Formation nahe des Toledo Bend Reservoirs in Texas vor. Ein Unterkiefer wurde zudem aus dem Haystack Valley Member der John-Day-Formation in Oregon bverichtet.

### Miozän

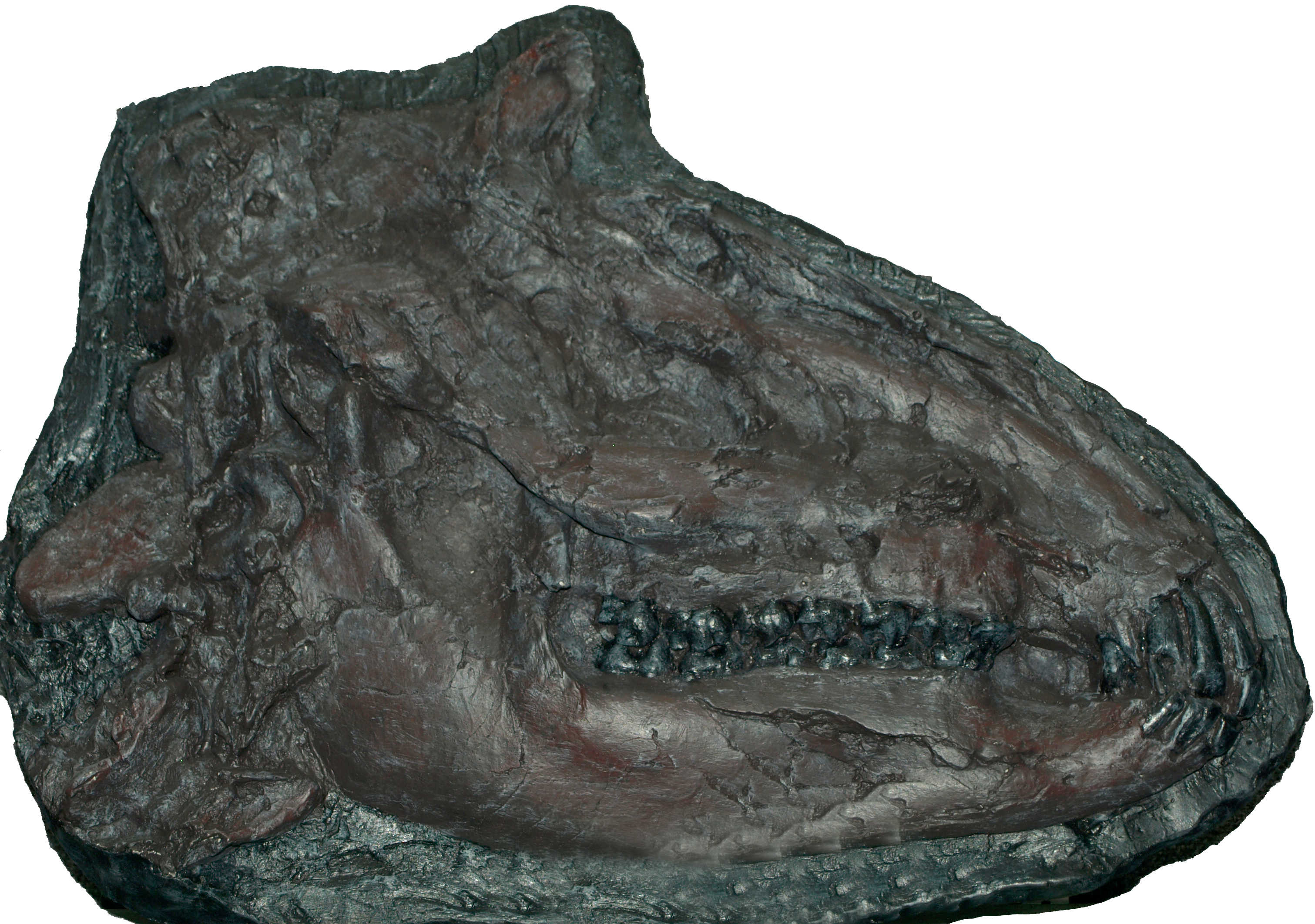
Schädel von Plesiotapirus

Die frühen Tapire blieben mit Protapirus und Paratapirus in Europa oder Miotapirus und Nexuotapirus in Nordamerika noch bis weit in das Miozän bestehen. So stammen die für die Erstbeschreibung letzterer Gattung genutzten oberen Mahlzähne aus der Runningwater-Formation in der Umgebung von Agate in  Nebraska, welche in das Untere Miozän datiert. Im selben Zeitraum traten mit Tapiravus aber auch die ersten modernen Vertreter der Familie auf. Die Form war noch auffallend kleiner als die heutigen Tapire, stimmte mit diesen im Zahnbau aber weitgehend überein. Hervorzuheben sind jedoch die niedrigeren Zahnkronen bei Tapiravus. Die Gattung wurde von Othniel Charles Marsh im Jahr 1877 anhand eines oberen Prämolaren aus der Kirkwood-Formation in New Jersey eingeführt. Funde sind darüber hinaus aus Maryland dokumentiert. Im Übergang vom Unteren zum Mittleren Miozän vor etwa 18 bis 14 Millionen Jahren verschwanden die Tapire fast vollständig aus dem Fossilbericht Nordamerikas und Europas. Die Phase wird allgemein als Tapir Vacuum bezeichnet und umfasst einen klimatisch günstigen Zeitabschnitt. In Ostasien hingegen ist Plesiotapirus die einzige Form, die während des Tapir Vacuums nachgewiesen wurde. Das bedeutendste Fundmaterial kam aus der Shanwang-Formation nahe der gleichnamigen Ortschaft in der ostchinesischen Provinz Shandong zum Vorschein. Es setzt sich aus einem Schädel und Teilen des Körperskeletts zusammen. Weitere Fossilreste liegen unter anderem mit einem Unterkiefer aus der Hiramaki-Formation aus dem zentralen Bereich der japanischen Insel Honshu vor. Plesiotapirus erreichte nicht ganz die Ausmaße heutiger Tapire und zeichnete sich durch eine Mischung ursprünglicher und moderner Merkmale aus. Zu ersteren gehört das Fehlen eines eckzashnartigen oberen hinteren Schneidezahns, zu letzterem die den rezenten Arten vergleichbare hintere Bezahnung. Aufgrund dieses Mosaiks an Merkmalen wird Plseiotapirus teilweise als Seitenzweig angesehen. Während des beginnenden Oberen Miozäns vor rund 10 Millionen Jahren ist aus Europa das sehr kleine Tapiriscus dokumentiert. Die ältesten bekannten Reste werden durch einige isolierte Zähne aus Melchingen in der Schwäbischen Alb angezeigt. Deutlich umfangreicher erwies sich der Fundkomplex aus Dorn-Dürkheim im Rheinhessen, der nicht nur einzelne Gebissbruchstücke, sondern auch fast 200 isolierte Zähne und zudem wenige Fußelemente einschließt. Das Typusmaterial, wiederum vier Einzelzähne, kommt aus Csákvár in Ungarn und wurde im Jahr 1951 von Miklós Kretzoi vorgestellt.

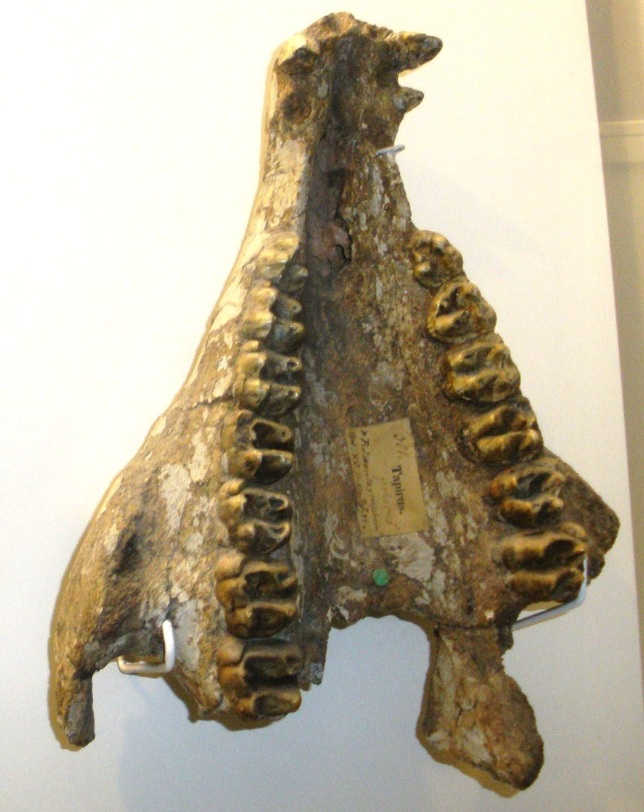
Oberkiefer von Tapirus priscus

Die Gattung Tapirus tauchte erstmals im Mittleren Miozän vor 14 Millionen Jahren in Europa auf. Der direkte Vorfahre ist unbekannt, möglicherweise stellt ihn Protapirus dar. Allerdings sind Funde aus dem frühen Miozän im westlichen Eurasien nicht bekannt, so dass die Gattung offensichtlich aus Asien eingewandert ist. Ursprünglich schon aus dem Oligozän berichtete, ältere Funde von Tapirus sind äußerst fraglich und werden heute meist anderen Gattungen zugesprochen. In Europa bildeten sich mehrere Formen aus. Die älteste ist T. telleri, welche bisher aber nur über einige wenige Funde aus dem zentralen Teil des Kontinentes belegt wurde, so unter anderem mit dem Holotyp-Material in Form von Schädel- und Gebissteilen aus Göriach in Österreich. Im Vergleich zu dieser kleinen Form war T. priscus deutlich größer und zudem wesentlich weiter verbreitet. Nachweispunkte finden sich von der Iberischen Halbinsel ostwärts bis nach Deutschland und südwärts bis nach Ungarn. Die bedeutendsten Reste wurden in den Dinotheriensanden bei Eppelsheim geborgen. T. priscus gehört zu den frühesten forschungsgeschichtlich benannten fossilen Tapiren, seine Einführung erfolgte im Jahr 1833 durch Johann Jakob Kaup. Im gleichen Jahr verwies Kaup für die Dinotheriensande noch auf die ebenfalls große Art Tapirus antiquus, deren Eigenständigkeit jedoch umstritten ist. T. priscus verschwand zu Beginn des Oberen Miozäns vor rund 8 Millionen Jahren im Zuge der Mittel-Valesium-Krise, eines Kälteeinbruchs mit deutlicher Saisonalisierung des Klimas, und hinterließ eine Nachweislücke unter den großen Vertretern, die erst rund zwei Millionen Jahre später von T. avernensis ausgefüllt wurde. Die wissenschaftliche Einführung der Tapirart erfolgte bereits im Jahr 1828 unter Berufung auf Fundmaterial aus Les Etouaires in der Auvergne. Sie stellt einen regelmäßigen, wenn auch zahlenmäßig seltenen Vertreter in europäischen Faunengemeinschaften dar. Zusätzlich traten im Oberen Miozän auch einige kleinere Angehörige der europäischen Tapire auf. Hierunter zählt T. balkanicus, das im Jahr 1999 anhand eines Oberkiefers aus Hrabarsko in Bulgarien definiert worden war. Im Übergang vom Miozän zum Pliozän starben alle kleinförmigen Tapirarten im westlichen Eurasien aus und wurden durch mittelgroße bis große Formen ersetzt.
Auch wenn der Ursprung der Gattung Tapirus in Asien vermutet wird, sind die modernen Tapire in der Region erst im Obermiozän vor 9,5 Millionen Jahren nachweisbar. Mehrere Schädelteile aus den oberen Abschnitten der Liushu-Formation des Linxia-Beckens in der nordchinesischen Provinz Gansu sind T. hezhengensis zugewiesen worden. Die fossilführenden Schichten der Gesteinseinheit datieren in den Zeitraum vor rund 8,3 Millionen Jahren. Gut zwei Millionen Jahre jünger sind wiederum Unterkieferfragmente aus Shuitangba bei Zhaotong in der südchinesischen Provinz Yunnan. Sie gehören zur Art T. yunnanensis. Beide ostasiatischen Vertreter waren von eher kleinerer Statur.
Das Erscheinen der Gattung Tapirus in Nordamerika wird in der Regel mit dem kleinen T. johnsoni als ältesten Vertreter eingeläutet, welcher vergleichbar zu Europa ab dem Mittleren Miozän nachweisbar ist. Das Erstbeschreibungsmaterial der Art wurde in der Ash-Hollow-Formation in Nebraska geborgen und besteht aus einem Unterkiefer. Die Gesteinseinheit ist obermiozänen Alters und bekannt für zahlreiche vollständige Individuen der Nashornform Teleoceras, die wohl bei einem Vulkanausbruch ums Leben kamen. T. johnsoni kann einen umfangreichen Fossilbestand aus dem zentralen Nordamerika vorweisen. Prinzipiell waren schon alle Merkmale der modernen Tapire ausgebildet. Einige Autoren sehen zudem T. polkensis als eine frühe Form der modernen Tapire an, doch wird die Art manchmal auch Tapiravus zugesprochen. Sie war im Oberen Miozän überwiegend im südöstlichen Nordamerika verbreitet, allein von der Gray Fossil Site in Tennessee sind mehr als 65 Individuen dokumentiert, darunter vollständige Skelette. Als eher kleinere Form erreichte sie rund 15 bis 20 % geringere Ausmaßen als der heutige Flachlandtapir. Im Oberen Miozän sind mit T. simpsoni und T. webbi noch zwei größere Formen anwesend, von denen erstere wiederum im zentralen, letzterer im südöstlichen Nordamerika auftrat. Hierbei wich T. webbi deutlich vom bisherigen Bauplan der Tapire ab und verfügte über ausgesprochen lange Gliedmaßen.

### Pliozän und Pleistozän
Im Pliozän nahm die Anzahl der Tapirarten weltweit zu. In Europa bestanden einige Vertreter des Oberen Miozäns weiter fort. Hierzu gehört T. arvernensis, der zu einer recht häufig nachgewiesenen Art wurde und in der Entwicklungslinie des Schabrackentapirs steht. Exzeptionelle Funde liegen aus Camp dels Ninots im nordöstlichen Spanien vor. Das räumlich eng begrenzte Maar lieferte wenigstens zwei vollständige Skelette und mehrere Schädel mit ausgezeichneter Fossilerhaltung. Andere Tapirvertreter jener Zeit sind T. jeanpiveteaui und T. hungaricus, wobei letzterer eventuell identisch mit T. arvernensis ist. Die Tapire Europas verschwanden am Ende des Pliozäns vor 2,7 Millionen Jahren wieder, was als Folge der Abkühlung und stärkeren jahreszeitlichen Schwankungen des Klimas und damit verbundener Ausbreitung offener Landschaften angesehen wird.
In Ost- und Südostasien lebten die Tiere jedoch weiter. Gegenüber T. yunannensis als Frühform aus dem Miozän, war der einzige bekannte Angehörige der Gattung aus dem Pliozän, T. teilhardi, deutlich größer. Er ist aber bisher lediglich über einen Unterkiefer und einige isolierte Zähne aus dem südlichen China dokumentiert. Umso reichhaltiger gestaltet sich der Fossilbericht aus dem Pleistozän. Teilweise werden zwei unterschiedliche Entwicklungslinien postuliert. Die eine startete mit T. peii als vergleichsweise kleine Form und führte über T. sinensis zu T. augustus. Letzterer ist auch unter der Untergattungsbezeichnung Megatapirus bekannt und war mit den Ausmaßen eines Pferdes der größte Tapir aller Zeiten. Diese Linie steht der Entwicklungsabfolge von T. sanyuanensis zu T. indicus (Schabrackentapir) gegenüber. Inwiefern diese Linien tatsächlich Bestand haben, ist momentan nicht eindeutig. Mit Ausnahme des Schabrackentapirs und T. augustus stammen die meisten Nachweise fossiler Tapire jener Zeit aus Ostasien und beschränken sich auf das Früh- und Mittelpleistozän. Sie bilden aber ein wichtiges Glied der pleistozänen Stegodon-Ailuropoda-Fauna. Zu den bedeutendsten Funden gehören zwei Teilskelette von T. sanyuanensis aus Fanchang in der chinesischen Provinz Anhui. Der Schabrackentapir wiederum repräsentiert den einzigen Vertreter außerhalb Amerikas, der bis in die moderne Zeit überlebt, wobei möglicherweise T. augustus über das Spätpleistozän hinaus noch im frühen Holozän anzutreffen war.

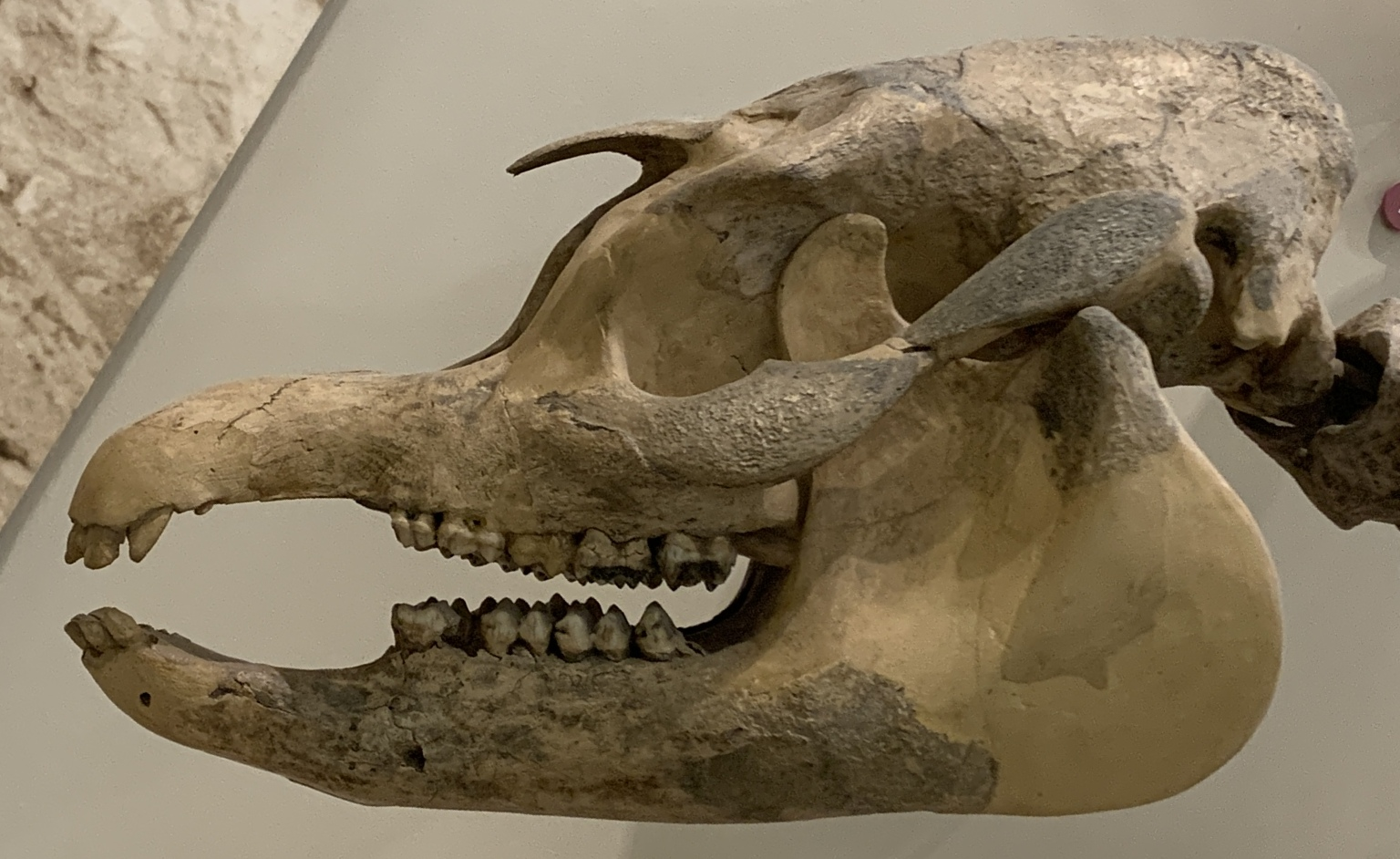
Schädel von Tapirus veroensis

Der Fossilnachweis der Tapire im Pliozän und Pleistozän Nordamerikas ist sehr reichhaltig. Anfänglich traten noch einige Formen aus dem Miozän auf wie etwa T. polkensis oder T. webbi. Diese wurden dann weitgehend durch eigenständige Arten ersetzt. Ungeachtet der umfangreichen Belege treten die einzelnen Mitglieder der Gattung Tapirus aber nicht unbedingt zeitgleich auf. So wird im südöstlichen Teil der heutigen USA der basal stehende T. lundaliusi am Ende des Pliozäns im Übergang vom Pleistozän durch den riesigen T. haysii abgelöst, welcher schätzungsweise bis zu 350 kg wog. Ein Nachweispunkt für ersteren ist etwa die Doline von Haile (Lokalität 7C) in Florida, letzterer konnte ebenfalls in Haile, jedoch in jüngeren Ablagerungsbereichen (Lokalität 16A und 21A), sowie besonders zahlreich in der Leisey Shell Pit und zusätzlich am Kissimmee River, alle im selben Bundesstaat, belegt werden. Die „klassische“ Form der Tapire im östlichen Nordamerika während des Pleistozäns war dann T. veroensis. Das Vorkommen war vergleichsweise ausgedehnt und reichte von Florida westwärts bis nach Oklahoma und Texas. Daneben bestand ein zweiter Verbreitungsschwerpunkt im Westen des Kontinentes, wo im Verlauf des Pleistozäns das große T. merriami vom kleineren T. californicus abgelöst wurde. Die beiden jüngesten Vertreter Nordamerikas drangen auch jeweils weiter nach Norden bis in das heutige Virginia im Osten und Oregon im Westen vor, was annehmen lässt, dass diese auch die kühleren Klimate jener Regionen und Zeit tolerierten. Möglicherweise waren Tapire in Nordamerika noch bis zum Auftauchen der ersten Menschen anzutreffen.
Nach Südamerika, dem Schwerpunkt ihres heutigen Verbreitungsgebiets, gelangten die Tapire erst relativ spät im Zuge des Großen Amerikanischen Faunenaustausches nach der Entstehung einer Landbrücke durch die Schließung des Isthmus von Panama, die ältesten Nachweise hier sind rund 2,5 Millionen Jahre alt. Möglicherweise leiten sich die dortigen Vertreter alle von einer Stammform her, was unter anderem auch genetisch Unterstützung findet, da sich der Flachland- und der Bergtapir erst zum Ende des Pliozäns in Südamerika voneinander trennten. Als möglicherweise älteste Form könnte T. greslebini gelten, welche aber nur über zwei Mahlzähne aus Villa Ballester in der argentinischen Buenos Aires bekannt ist. Da die Funde bei Bohrungen zu Tage traten, besteht hinsichtlich der zeitlichen Einordnung Unsicherheit, doch treten als Begleitelemente Fossilien pliozänen Alters auf. Im Pleistozän entstanden in Südamerika rund ein halbes Dutzend differenzierbarer Arten, zu denen T. rondoniensis, T. rioplatensis, T. oliverasi, T. tarijensis, T. cristatellus und T. mesopotamicus gerechnet werden. Der Großteil davon ist aus dem Jungpleistozän belegt, wo sie vermutlich unterschiedliche Landschaftsräume nutzten. Beispielhaft hierfür stehen T. mesopotamicus, welcher anhand eines Schädels aus der Arroyo-Feliciano-Formation in der argentinischen Provinz Entre Ríos beschrieben wurde, und T. rondoniensis, dessen Belegmaterial, ebenfalls ein Schädel, der Rio-Madeira-Formation im brasilianischen Bundesstaat Rondônia zuzuweisen ist. Phylogenetischen Untersuchungen zufolge sind alle diese südamerikanischen Vertreter der Tapire monophyletisch miteinander verwandt und stehen dem Flachland- und dem Bergtapir wesentlich näher als dem Mittelamerikanischen Tapir.
Tapire waren und sind typischerweise Bewohner von dichten Wäldern. Deshalb war die Ausbreitung großer Graslandschaften im Neogen nicht günstig für sie. So haben von der einst artenreichen Familie auch nur die vier heutigen Arten überlebt, das letzte große Aussterbeereignis, dem auch einige Tapirformen zum Opfer fielen, war die Quartäre Aussterbewelle.

## Taxonomie

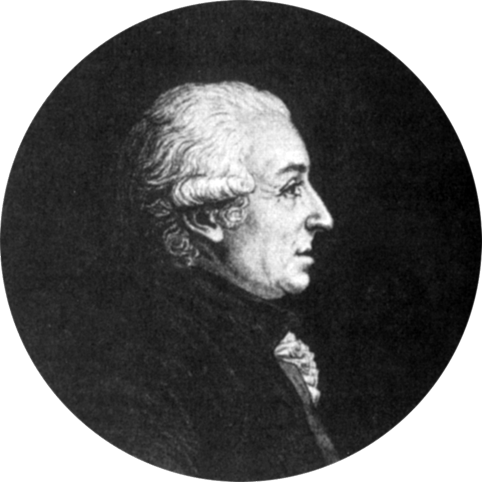
Mathurin-Jacques Brisson

Das Wort Tapir entstammt der Sprache der Tupí aus Brasilien, welche die Tiere mit Tapira-caaivara bezeichneten, was übersetzt einerseits so viel wie „Buschochse“ bedeutet, andererseits sich aber auch auf die versteckte Lebensweise der Tiere bezieht. Der vor allem in Südamerika häufig gebrauchte Begriff danta oder anta ist eine Entlehnung aus der spanischen Sprache und bezeichnete ursprünglich den Elch. In Südostasien wird der Tapir badak im Malaiischen und som-set im Thailändischen genannt.
Linnaeus verwies den Tapir 1758 in seinem Werk Systema Naturae aufgrund seines Körperbaus zu den Flusspferden und benannte den Flachlandtapir, die einzige damals in Europa bekannte Tapirart, als Hippopotamus terrestris. Der französische Naturforscher Mathurin-Jacques Brisson führte im Jahr 1762 die Bezeichnung Tapir in französischer Sprache in seinem Werk Regnum animale erstmals ein (le tapir). Den heute gültigen Gattungsnamen Tapirus benutzte jedoch der dänische Zoologe Morten Thrane Brünnich zum ersten Mal; er wurde lange Zeit als Erstbeschreiber der Gattung geführt. Brünnich verwendete den Begriff, den er aus Brissons Bezeichnung le tapir herleitete, erstmals 1772. Der britische Paläontologe Arthur Tindell Hopwood schlug 1947 Brisson als ursprünglichen Beschreiber vor, was daraufhin zu zahlreicher Diskussion in der Fachwelt führte, da damals mehrheitlich Brünnich bevorzugt wurde. Im Jahr 1998 wurde in einer Plenarversammlung der ICZN allerdings beschlossen, Brisson als Erstbeschreiber der Gattung festzulegen, was heute weitgehend akzeptiert wird.

## Tapire und Menschen

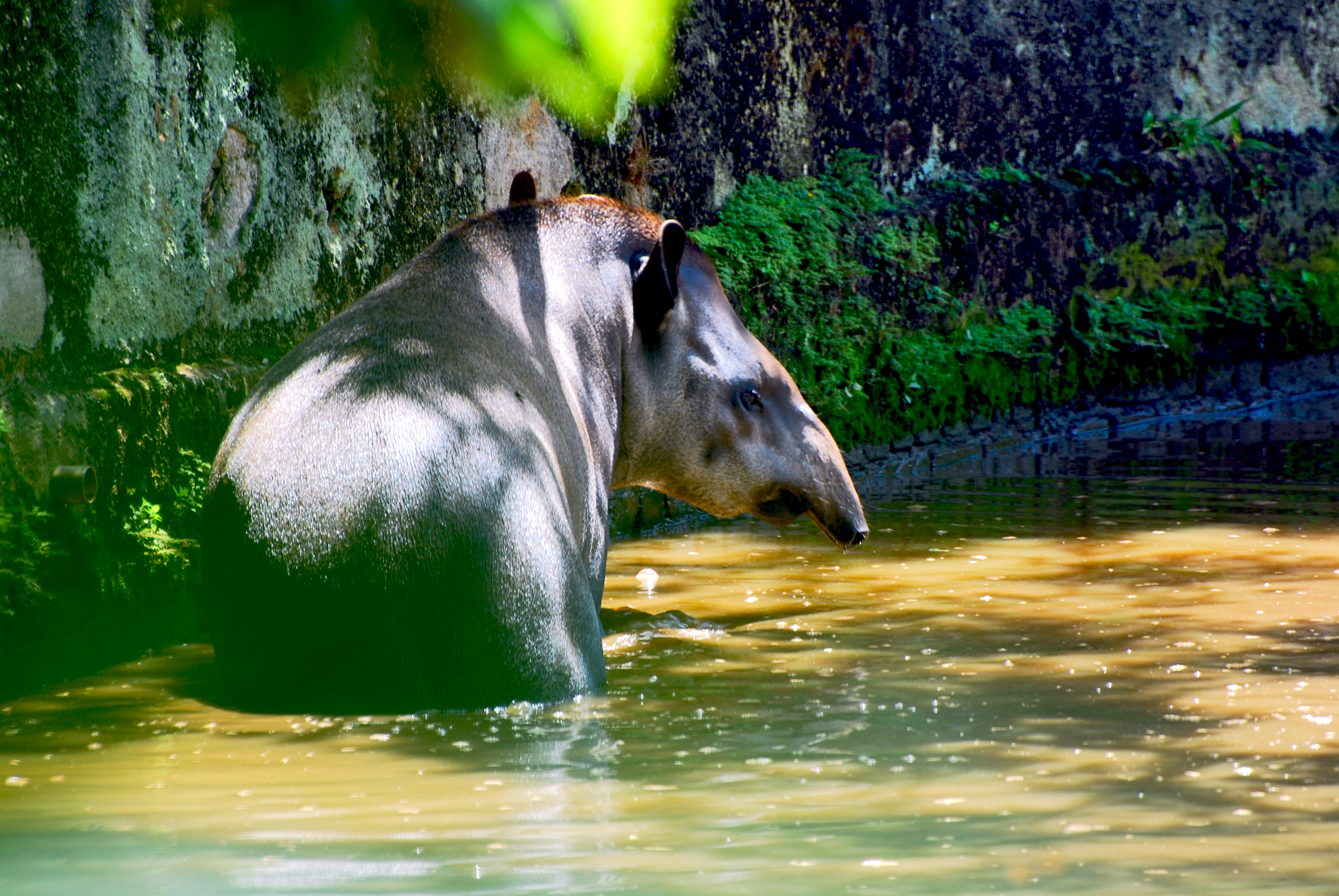
Tapir im Zoo

In manchen Regionen werden die Tapire wegen ihres Fleisches und ihrer Häute bejagt, es gibt aber auch indigene Stämme, die aus religiösen Gründen keine Tapire jagen. Heute ist weniger die Jagd als die Zerstörung ihres Lebensraumes der Grund für den Rückgang der Bestandszahlen bei den vier Tapirarten – vor allem der rapide Verlust tropischer Wälder durch Fällung und Brandrodung. Hinzu kommt die zunehmende Konkurrenz mit landwirtschaftlich genutzten Großtieren.
Die IUCN listet drei der vier Arten, den Bergtapir, den Mittelamerikanischen Tapir und Schabrackentapir, als stark gefährdet (endangered) und den Flachlandtapir als gefährdet (vulnerable). Die Größe der Population des Flachlandtapirs ist unbekannt, der Bestand des Bergtapirs umfasst rund 2500 Individuen und der des Mittelamerikanischen Tapirs etwa 5500 Tiere. Kritisch steht es um den Schabrackentapir, von dem nur 1500 bis 2000 Tiere angenommen werden. Es gibt zahlreiche Schutzprojekte, welche von der Tapir Specialist Group der IUCN koordiniert werden. Ziel ist neben Beobachtungen der Tiere in Nationalparks und anderen Schutzgebieten, teilweise mit Hilfe von Kamerafallen, auch die Umsiedlung gefährdeter Populationen.
Tapire, meist Flachlandtapire, werden häufig in zoologischen Einrichtungen gehalten. In einigen Regionen Südamerikas dienen Tapire auch als Haustiere.